# Älgön (Mälaren)

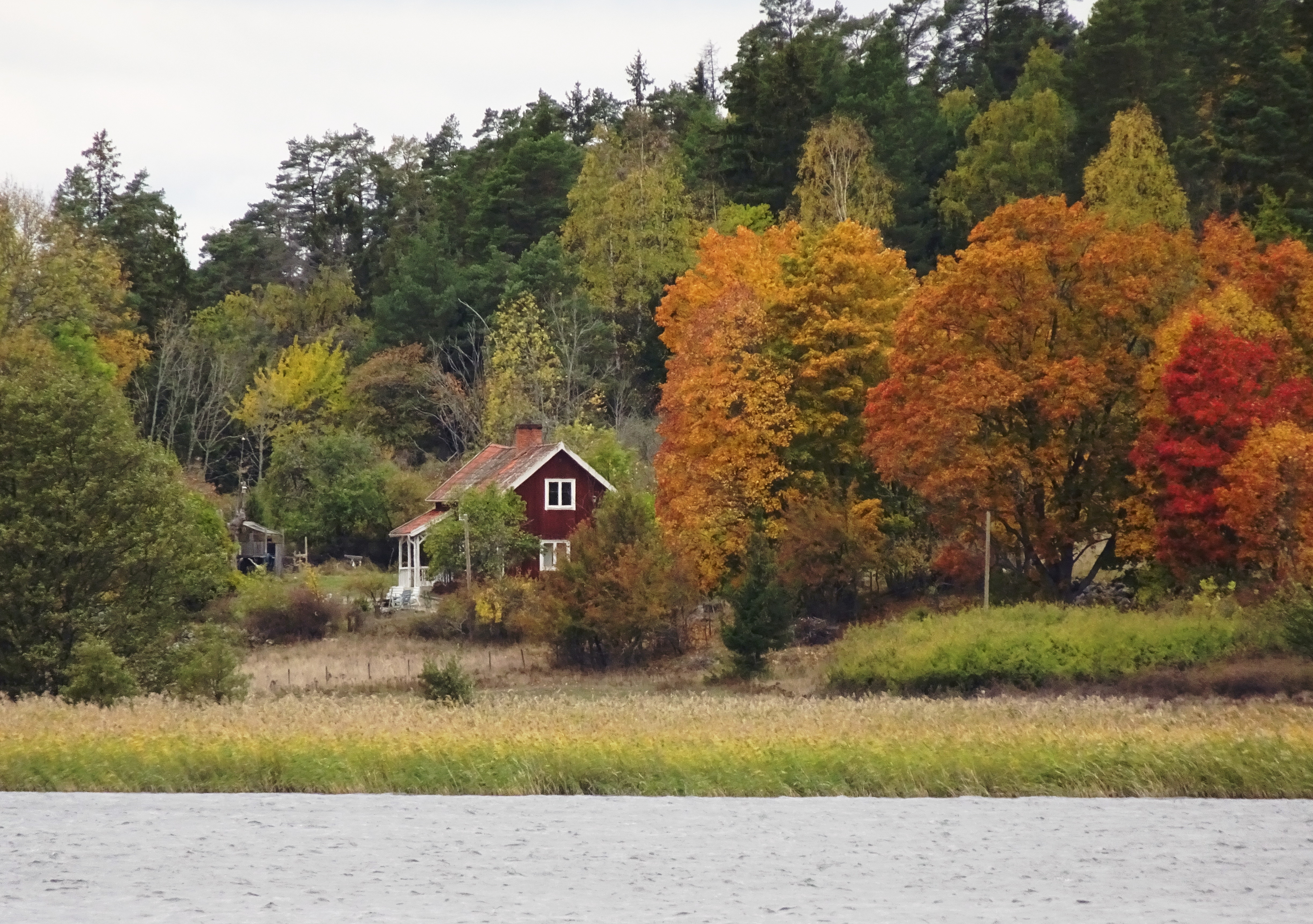
Älgötorpet, 2016.

Älgön är en ö i Mälaren i Ytterenhörna socken, Södertälje kommun. Älgön ligger utanför västra sidan av Enhörnalandet, ungefär i höjd med Lövsta gård och Parkudden-Lövsta naturreservat. Älgön var en kronopark men är numera privatägd.

## Beskrivning

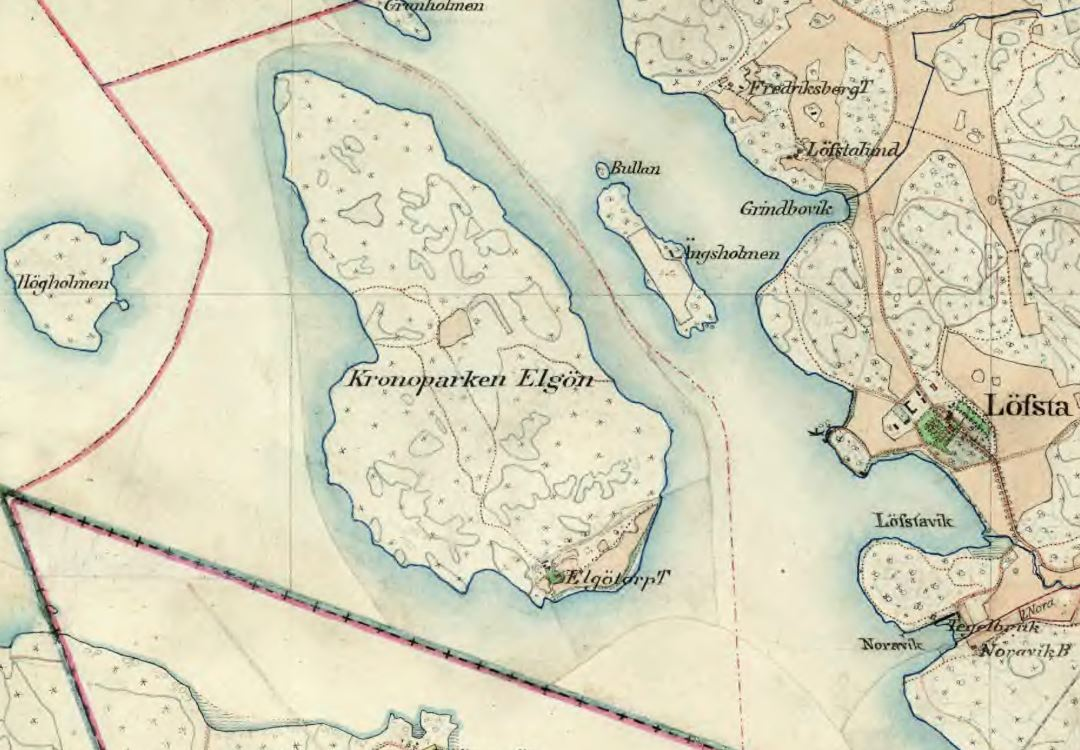
"Kronoparken Elgön", 1890-tal.

Ön har en areal på 146 ha och är cirka 2 000 meter lång och som mest 1 000 meter bred. Längst i söder ligger Älgötorpet, som var kronotorp under Gripsholms kronopark. Det finns dovhjort och annat vilt på ön som jagas.
År 1594 under Karl IX:s tid anlades att av Sveriges första glasbruk på Älgön, där tyska glasmästare, bland annat mäster Peter Keller verkade. Bruket låg på Älgöns södra spets, där numera Älgötorpet står. Verksamheten flyttades tio år senare till Taxinge sedan all skog på ön avverkats, eftersom den behövdes för vedeldning i tillverkningsprocessen av glas. På platsen påträffades slagg och bitar av tunt, grönt och delvis glaspestangripet glas.
På Älgön bedrevs jordbruk fram till 1980-talet. Därefter planterades gran på åkrarna, som numera gallras för att få fram den ursprungliga naturen.